# Agrilus pseudosimilanus
Agrilus pseudosimilanus é uma espécie de inseto do género Agrilus, família Buprestidae, ordem Coleoptera.
Foi descrita cientificamente por Obenberger, 1933.